# Fluitconcert
Een fluitconcert of voluit dwarsfluitconcert is een soloconcerto voor solo dwarsfluit en orkest of kamerorkest. Een concert voor dwarsfluit met begeleiding wordt meestal met fluitconcert aangeduid, een voor blokfluit wordt voluit blokfluitconcert genoemd.
Het fluitconcert bestaat meestal uit drie delen en werd vooral in het classicisme en de romantiek veel gecomponeerd. Toch werden er ook voor en na die tijd bekende fluitconcerten geschreven. 

## Andere betekenis
Fluitconcert kent nog een andere betekenis. Het is een negatieve publieke waardering die kunstenaars of sporters ten deel valt, als het publiek het een slechte prestatie vindt. Het fluitconcert wordt gegeven door het fluiten met de mond, al dan niet met behulp van vingers.